# Bob Marley
Robert Nesta Marley (Nine Mile, Saint Ann, 6 de febrero de 1945-Miami, 11 de mayo de 1981), más conocido como Bob Marley, fue un cantante, guitarrista y compositor jamaiquino. Durante su carrera musical fue el líder, compositor y guitarrista de las bandas The Wailers (1964-1974) y Bob Marley & The Wailers (1974-1980). Marley sigue siendo el más conocido y respetado intérprete de la música reggae y es acreditado por ayudar a difundir tanto la música de Jamaica como el movimiento rastafari (del que era un miembro comprometido) a una audiencia mundial.
Entre sus mayores éxitos se encuentran los sencillos «I Shot the Sheriff», «No Woman, No Cry», «Jamming», «Redemption Song» y, junto con The Wailers, «Three Little Birds», así como el lanzamiento póstumo «Buffalo Soldier». El álbum recopilatorio Legend, lanzado por Island Records en 1984, 3 años después de su muerte, es el álbum de reggae más vendido de la historia con 15 discos de platino en los Estados Unidos y más de 25 millones de copias en todo el mundo.
Ha registrado cerca de 75 millones de discos vendidos, siendo de los artistas musicales con mayores ventas.

## Biografía

### Orígenes

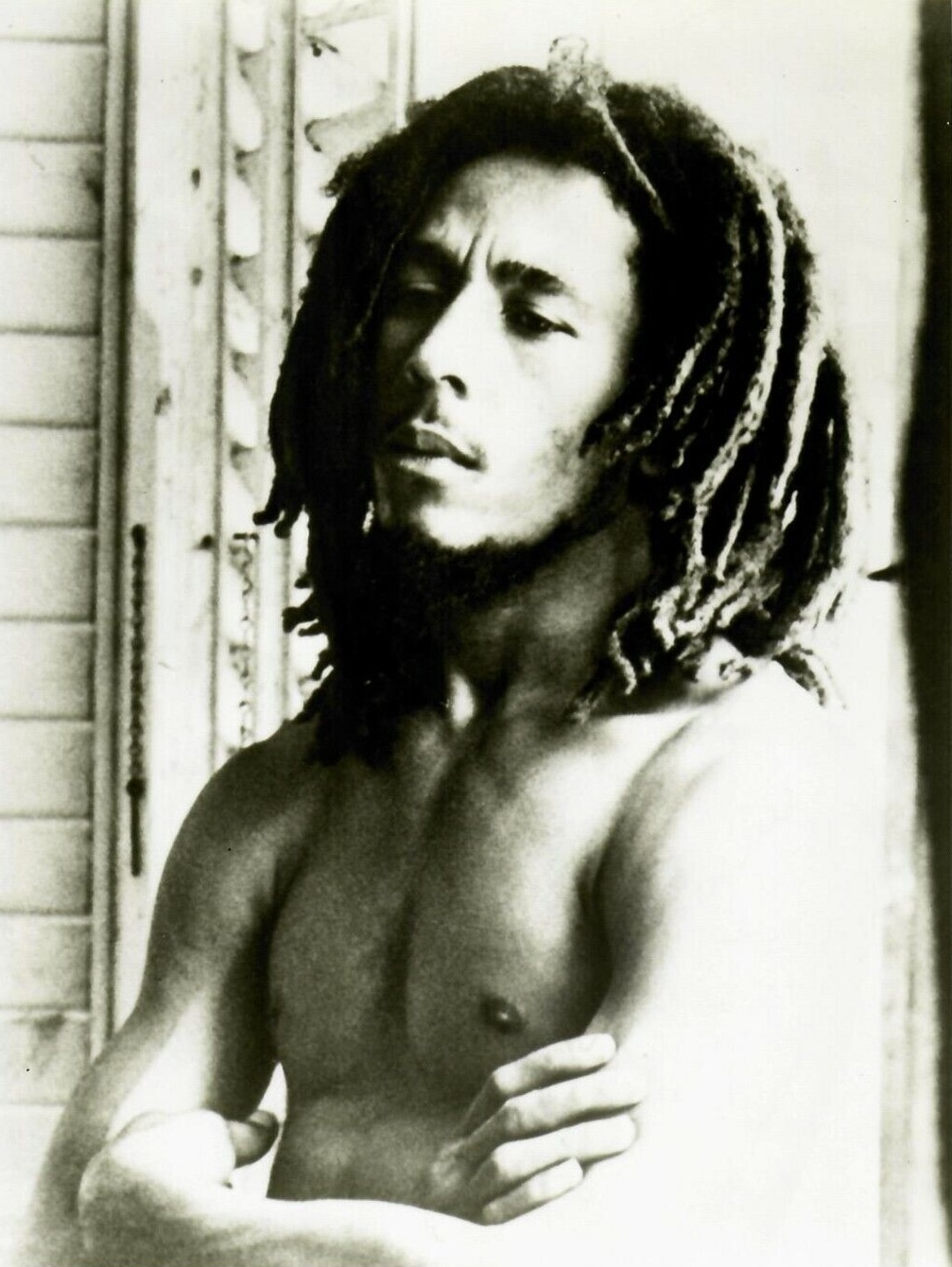
Marley en 1977.

Robert Nesta Marley, nacido el 6 de febrero de 1945 en Nine Mile (Rhoden Hall, Saint Ann Parish), una pequeña localidad al norte de la isla de Jamaica, en el mar Caribe. Era hijo de Cedella Booker, una afro-jamaicana que cuando nació Bob, tenía 18 años y de Norval Marley, un jamaicano blanco de ascendencia inglesa (su familia provenía de Essex), capitán de los Royal Marines (infantería de marina británica), quien se consideraba inglés, debido a que al ingresar a las Fuerzas Armadas Británicas para la Primera Guerra Mundial, en el formulario dijo ser inglés, para que no se le cuestionara mayor cosa (porque Jamaica fue colonia inglesa hasta 1962 y su población blanca tenía la nacionalidad británica). La fecha de nacimiento de Norval es motivo de controversia ya que según muchas fuentes nació en 1895 (por lo que tendría 50 años cuando nació su hijo Bob Marley) pero según otras fuentes nació mucho antes, en 1881. Aunque Norval ayudaba económicamente a su mujer y a su hijo, rara vez veía a su hijo por pasar el tiempo viajando; además, según algunas fuentes, su madre (la abuela de Bob) lo presionaba para que se alejara del niño por prejuicios racistas.  El padre de Bob murió cuando este tenía 9 años, en 1954.
Bob Marley tuvo que soportar burlas y desprecios por parte de negros jamaiquinos por su condición de mulato (mestizo producto de la mezcla de padre blanco y madre negra), sobre todo en su niñez, adolescencia y temprana juventud (se dice que el hermano de su primera novia le dijo que «no queremos blancos en esta casa»). Pero después Marley se demostró indiferente a esos desaires y decía no avergonzarse de su mezcla racial; aunque él se identificaba simplemente como negro y esa fue la única parte de su herencia racial por la que demostró interés.
Nine Miles es un pueblo que está a tres horas de la capital, Kingston. Cedella Booker luchaba cada día por sacar adelante a su hijo, vivían en la pobreza, por lo que en casa no contaban con agua, ni electricidad. Viviendo así en Nine Miles, Bob Marley conoció a quien llegaría a ser su amigo Bunny Wailer. Cedella y el padre de Bunny empezaron a tener una relación, y es esta razón por la cual Bob Marley y Bunny Wailer compartían una hermana. Siendo una familia de cinco, buscando prosperidad, se mudan a Kingston, la capital de Jamaica. Fue con Wailer, con quien Marley comenzó a interesarse por la música, llegando a componer y tocar algunas canciones. Muy influenciados por la música de Ray Charles, Curtis Mayfield, Brook Benton o Fats Domino, y de grupos como The Drifters muy populares en Jamaica que se escuchaban en las emisiones de la radio de las emisoras del sur de los Estados Unidos. Bob Marley alternó el trabajo en una empresa de fundición (donde se quemó un ojo), con la música. Bob Marley y Bunny Wailer recibieron formación musical de Joe Higgs, un cantante venido a menos que había gozado de cierta fama en Jamaica y que se ganaba la vida impartiendo clases de canto para principiantes. En una de esas clases conocieron a otro joven músico llamado Winston Hubert McIntosh (Peter Tosh). En 1962 Bob Marley participó en una audición para un productor musical llamado Leslie Kong quien, impresionado, le invitó a grabar algunas canciones. Al año siguiente Marley decidió que el mejor camino para alcanzar su sueño, lo tenía planteado acaso, no lo sabremos, mediante un grupo. Compartió su idea con Bunny y Peter y los tres formaron los Wailing Wailers (literalmente, ‘gritos de protesta’). El nuevo grupo ganó la simpatía del percusionista rastafari Alvin Patterson, quien los presentó al productor Clement Dodd. A mediados de 1963, Dodd vio a los Wailing Wailers y decidió promocionar al grupo. Los Wailing Wailers lanzaron su primer sencillo, «Simmer Down», con la discográfica Coxsone a finales de 1963. La formación original estaba compuesta por Marley, Bunny Wailer, Peter Tosh, Junior Braithwaite y dos coristas, Beverly Kelso y Cherry Smith.

### The Wailers
Mientras tanto, la madre de Bob Marley, Cedella, se había casado nuevamente y se había mudado a Delaware, tras un importante esfuerzo económico. Ella deseaba dar a Marley una nueva vida en este país, pero antes del viaje, él conoció a Rita Anderson y el 10 de febrero de 1966 se casaron. Bob Marley pasó apenas ocho meses con su madre en Wilmington, Delaware. Allí consigue un trabajo en el turno de noche de una planta de automóviles de Chrysler. Bob Marley llegó a Kingston en octubre de 1966, apenas seis meses después de la visita del emperador etíope Hailè Selassiè, quien impulsó y renovó el importante movimiento rastafari de la isla. El acercamiento de Marley con la creencia rastafari comienza a reflejarse en su música. Marley, entretanto, llamó a Peter y Bunny para reformar la banda The Wailing Wailers como The Wailers. Rita también comenzaba su carrera como cantante con un importante éxito llamado Pied Piper, una versión de una canción pop inglesa. En Jamaica, la frenética ola del ska estaba dando lugar a un ritmo más lento y sensual llamado rocksteady. Las creencias rastafari de los Wailers chocaron con Dodd y éstos fundaron su propio sello discográfico, Wail’N’Soul. A pesar de conseguir algunos éxitos, el sello no respondió a las expectativas y quebró en 1969. El grupo sobrevivió fungiendo como compositores de una compañía asociada a un cantante estadounidense, Johnny Nash, quien en la década siguiente tendría un gran éxito con la canción «Stir it Up», de Bob Marley.

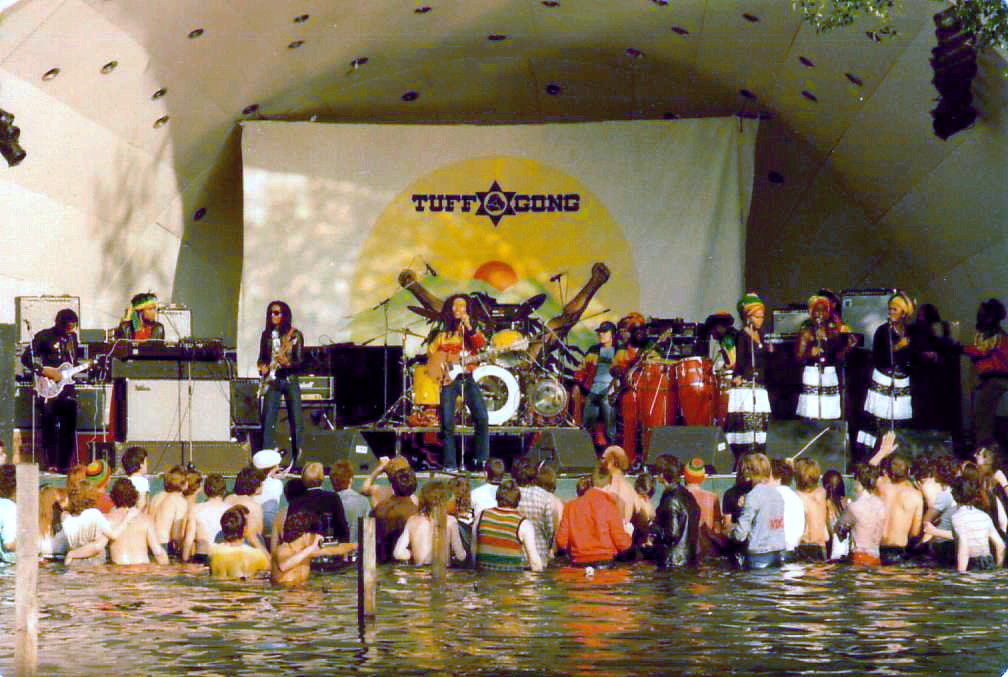
Bob Marley and The Wailers en el festival The Summer of '80 Garden Party, el 7 de junio de 1980

Los Wailers conocieron entonces a un hombre que revolucionaría su trabajo: Lee Perry. La asociación entre Perry y los Wailers trajo consigo algunos de los éxitos más notables de la banda como "Soul Rebel", "Duppy Conqueror", "400 Years" y "Small Axe", clásicos del futuro reggae. En 1970, dos de los músicos más reconocidos de la isla, Aston 'Family Man' Barrett y su hermano Carlton (bajo y batería, respectivamente) se unirán a los Wailers, quienes por aquel entonces arrasaban en el Caribe, pero internacionalmente continuaban siendo desconocidos.

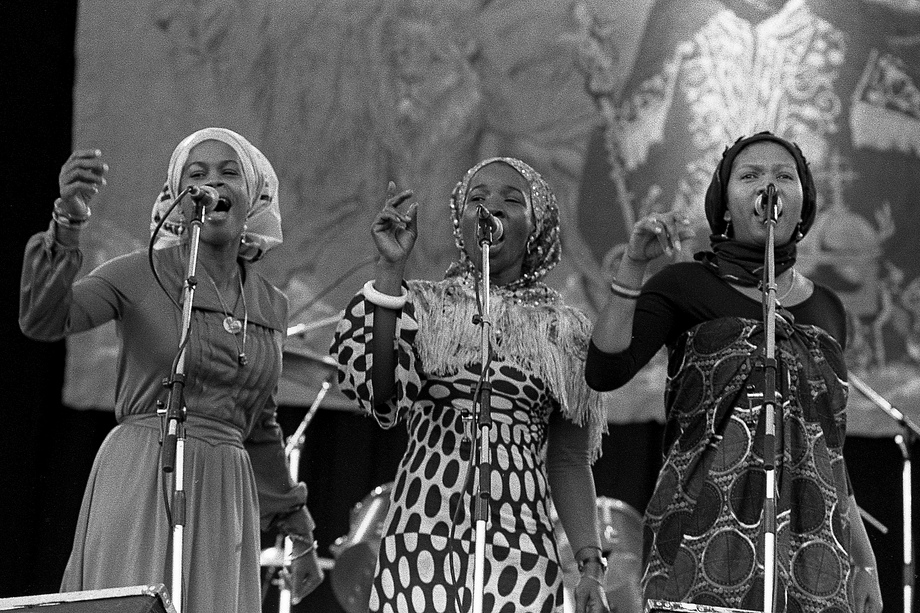
The I Threes, los coristas de Bob Marley y The Wailers. Foto tomada durante el concierto de Bob Marley en Dublín Irlanda, Dalymount Park. De izquierda a derecha: Judy Mowatt, Rita Marley (Esposa de Bob) y Marcia Griffiths. Solían hacer un set antes de que Bob Marley subiera al escenario como una especie de introducción

En el verano de 1971, Marley aceptó una invitación de Johnny Nash para acompañarlo a Suecia, ocasión en que firmó un contrato con CBS, la discográfica del estadounidense. En la primavera de 1972, los Wailers aterrizaron en Inglaterra para promocionar el sencillo Reggae on Broadway, pero no cosecharon demasiados éxitos. A la desesperada, Marley visitó los estudios de grabación de Island Records, que había sido la primera discográfica en interesarse por la música jamaicana, y pidió hablar con su fundador, Chris Blackwell. Blackwell conocía a los Wailers y les ofreció cuatro mil libras para grabar un álbum con los últimos avances tecnológicos de la industria musical, los mismos que gozaban las bandas de rock de la época. Ese primer álbum fue Catch a Fire, fuertemente promovido por Island. El disco no fue un éxito inminente, y es que la música y las letras comprometidas socialmente de Marley contrastaban bastante con lo que se estaba haciendo hasta entonces en Europa. Island promovió una gira del grupo por Inglaterra y los Estados Unidos, otra novedad para una banda de reggae. Los Wailers tocaron en Londres en abril de 1973 y tres meses más tarde el grupo volvió a Jamaica. Bunny Wailer, desengañado de la vida musical, abandonó la banda antes de la gira estadounidense. En su lugar entró Joe Higgs, el viejo profesor de música de los Wailers. Ya en los Estados Unidos, participaron en algunos conciertos de Bruce Springsteen y Sly & The Family Stone, la principal banda de música negra estadounidense del momento.
En 1973, el grupo lanzó su segundo álbum, Burnin', con la compañía discográfica Island Records, un disco que incluía nuevas versiones de algunas de sus canciones más importantes, como: "Duppy Conqueror", "Small Axe" y "Put It On", junto con "Get Up, Stand Up" y "I Shot The Sheriff". Fue justamente este último tema el que consagró internacionalmente a Bob Marley de la mano de la voz de Eric Clapton, alcanzando el primer lugar en la lista de los sencillos más vendidos en los Estados Unidos. En 1974, Bob Marley pasó gran parte de su tiempo en el estudio trabajando en Natty Dread, un álbum que incluía canciones como "Talkin’ Blues", "No Woman No Cry", "So Jah Seh", "Revolution", "Them Belly Full (But We Hungry)" o "Rebel Music (3 o’clock Roadblock)". Para entonces antes de que comenzaran las grabaciones de Natty Dread, Bunny y Peter se retiraron definitivamente del grupo para embarcarse en sus carreras en solitario, lo que provocó que la banda comenzase a ser conocida como Bob Marley & The Wailers. Natty Dread fue lanzado en octubre de 1974. En cuanto a las giras, destacan dos: una en el Lyceum Ballroom de Londres, que fue catalogada como una de las mejores de la década (El disco Live es este concierto). Y la segunda en noviembre, cuando Marley volvió a Jamaica para tocar en un concierto benéfico con Stevie Wonder, ya como superestrella en su país y en el mundo. Rastaman Vibration, el siguiente álbum de estudio, fue lanzado en 1976. El trabajo incluía canciones como "Crazy Baldhead", "Johnny Was", "Who The Cap Fit" y, tal vez la más significativa de todas, "War", cuya letra fue extraída de un discurso del Emperador Hailè Selassiè, en las Naciones Unidas.

### Éxito profesional

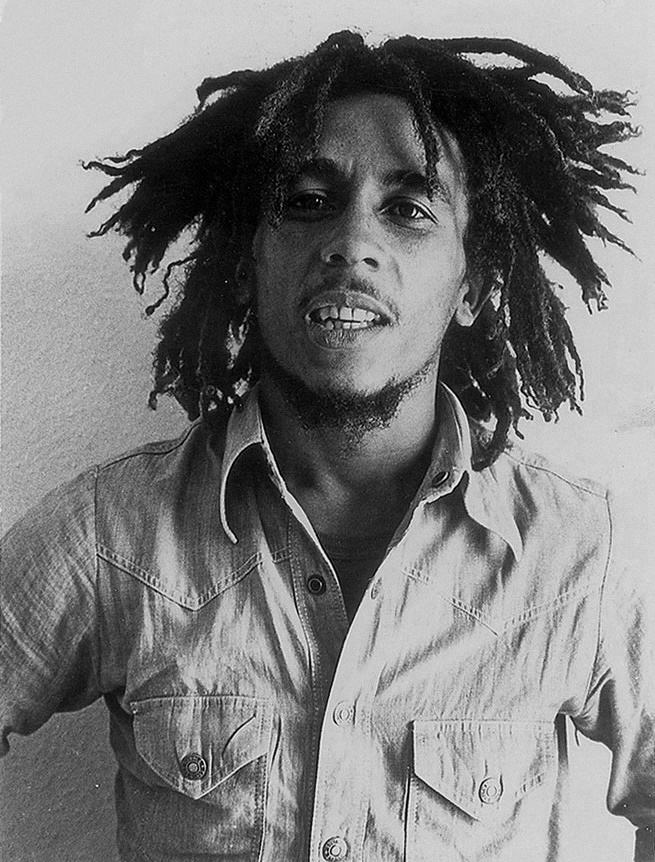
Foto de prensa de Bob Marley 1976

En los años 70, Jamaica vivía un empeoramiento de su ya típica violencia política; la situación degeneró en una guerra civil callejera entre pandillas de pistoleros militantes de los dos grandes partidos políticos tradicionales, el Partido Nacional del Pueblo (socialista democrático) y el Partido Laborista de Jamaica (centro-derecha conservador). El Ejército y la Policía de Jamaica tomaron las calles, pero no pudieron contener la violencia entre los dos bandos enfrentados.

Bob Marley en los años 1970.

Bob Marley  ya era por  entonces un pacifista apolítico en Jamaica, también era un músico ya consagrado y un auténtico propulsor de la fe rastafari. Bob Marley decidió participar en un concierto gratuito en el parque de los Héroes Nacionales de Kingston, el 5 de diciembre de 1976 para promover la paz y la reconciliación nacional, y así ayudar a frenar la violencia. Pero sectores del entonces opositor Partido Laborista de Jamaica criticaron el concierto porque pensaban que estaba parcializado y en realidad era un acto de apoyo al primer ministro y líder del Partido Nacional del Pueblo, Michael Manley (señalado como amigo de Bob Marley); de hecho Michael Manley era el organizador detrás del evento. Después del anuncio del concierto, el gobierno de Manley convocó elecciones para el día 15 de diciembre (en un claro intento de sacar provecho político del mismo en plena campaña electoral). El 3 de diciembre de 1976, dos días antes de Smile Jamaica, Marley, su esposa Rita, Lewis Griffith y el mánager Don Taylor fueron heridos en un atentado por pistoleros desconocidos dentro de su casa en 56 Hope Road, Jamaica; se piensa que el atentado fue una represalia de los sectores políticos que rechazaban el concierto por su supuesto carácter de apoyo al gobierno de Manley, aunque algunos creyentes en teorías conspirativas barajan la posibilidad de que estuviese la CIA involucrada (ya que Michael Manley se había acercado mucho a la Cuba de Fidel Castro). Marley fue herido por disparos de arma de fuego en el pecho (muy cerca del corazón) y un brazo, su esposa Rita en la cabeza, Lewis Griffith en el estómago y el mánager Don Taylor también fue hospitalizado por cruzarse en la línea de fuego. Afortunadamente después de un tiempo se recuperaron por completo. Dos días después del atentado, Marley se montó en la tarima y cantó. Cuando le preguntaron el porqué, él dijo: «La gente que está tratando de hacer este mundo peor no se toma ni un día libre, ¿cómo podría tomarlo yo? Ilumina la oscuridad». Fue la última presentación de Marley en Jamaica durante los próximos 18 meses. Temiendo otro atentado, dejó el país para irse a vivir a Londres, donde grabó su siguiente álbum, Exodus, uno de los más importantes de su carrera y del reggae.

Estrella de Bob Marley en el paseo de la fama de Hollywood

Lanzado en el verano de aquel año, Exodus consolidó el estatus internacional de la banda, permaneciendo en las listas de Inglaterra durante 56 semanas seguidas y teniendo los tres sencillos - "Waiting in Vain", "Exodus" y "Jammin" - como grandes éxitos mediáticos. En 1978 la banda consiguió un nuevo éxito con Kaya, que alcanzó el cuarto lugar en Inglaterra a la semana siguiente a su lanzamiento. Del álbum fueron extraídos dos sencillos: "Satisfy My Soul" e "Is This Love?". En abril de 1978 volvió a Jamaica para el One Love Peace Concert, cuando consiguió que el primer ministro Michael Manley y el líder de la oposición Edward Seaga se diesen la mano en el escenario, en un esfuerzo para frenar la violencia política y promover la reconciliación nacional. Fue entonces invitado para ir a la sede de las Naciones Unidas, en Nueva York, para recibir la Medalla de la Paz. Y, a finales de año, Marley viajó a África por primera vez, visitando inicialmente Kenia y después Etiopía, hogar espiritual rastafari. La banda había terminado recientemente una gira por Europa y los Estados Unidos, de donde se sacó material para el segundo álbum en vivo: Babylon by Bus. Survival, el noveno álbum de Bob Marley con Island fue lanzado en el verano de 1979. Incluía "Zimbabwe", un himno para Rodesia, que luego sería liberada, junto con "So Much Trouble In The World", "Ambush In The Night" y "Africa Unite". Como indica la portada, que contiene las banderas de las naciones independientes, Survival fue un álbum en homenaje a la causa panafricana. En abril de 1980, el grupo fue invitado oficialmente por el gobierno de Zimbabue para tocar en la ceremonia de independencia de la nueva nación.
El siguiente disco de la banda, Uprising, fue lanzado en mayo de 1980 y tuvo un éxito inmediato con "Could You Be Loved?". El álbum también incluía "Coming In From The Cold", "Work" y la famosa "Redemption Song". Los Wailers entretanto se embarcaban en su mayor gira europea, rompiendo récords de asistencia en un concierto. La agenda incluía un concierto para 100000 personas en Milán, el mayor de la historia de la banda. Bob Marley & The Wailers eran la mayor banda en gira de aquel año y Uprising estaba en todas las listas de Europa. Era un período de máximo optimismo y estaban haciendo planes para una gira en los Estados Unidos en compañía de Stevie Wonder al final del año.

## Últimos años y fallecimiento

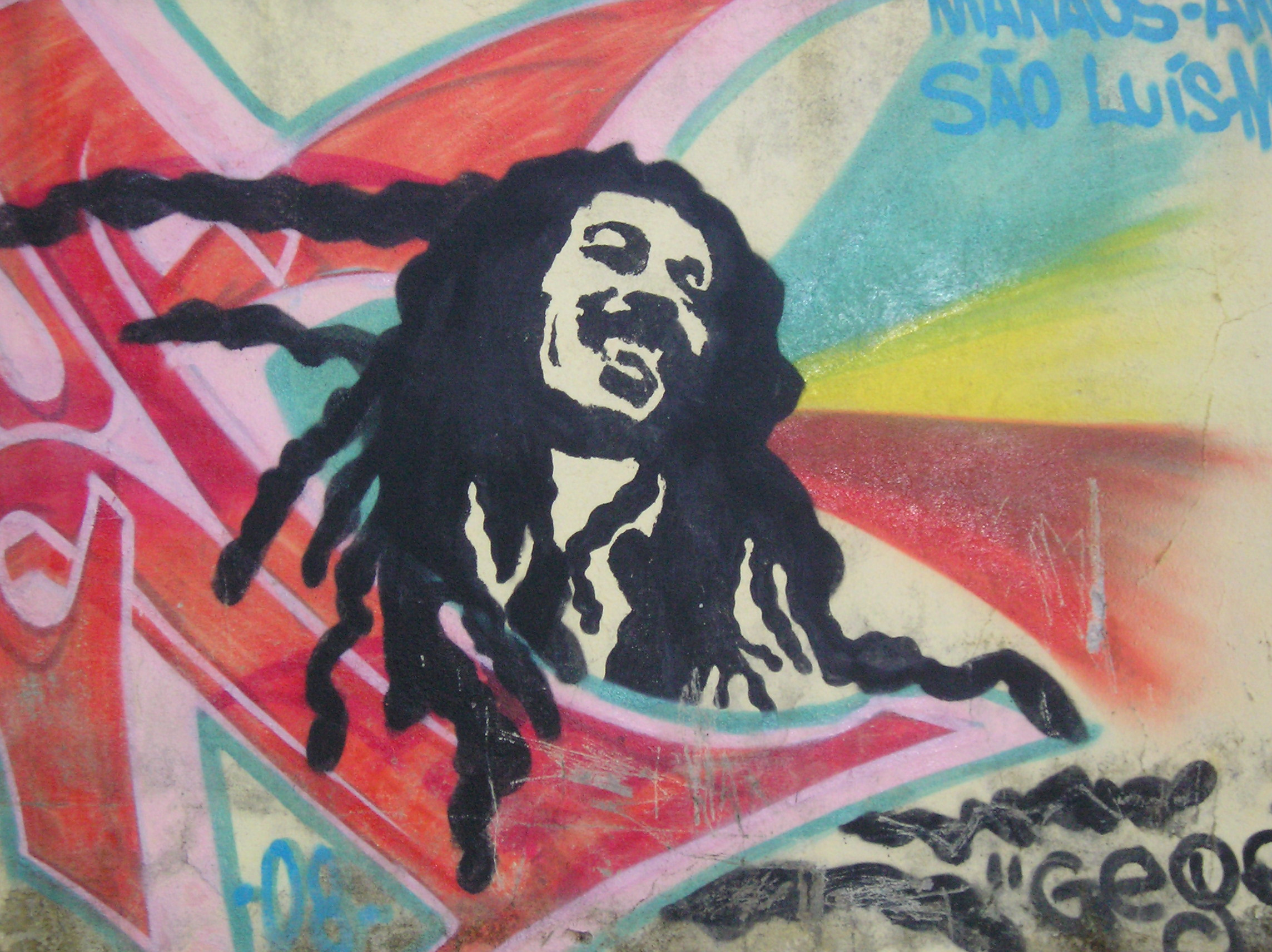
Mural de Bob Marley en una ciudad de Brasil

En julio de 1977 se descubrió que se le había formado un melanoma lentiginoso acral, una forma de melanoma, en el primer dedo de su pie derecho; la lesión encontrada en su dedo pulgar es un signo típico de este tipo de cáncer. A pesar de su enfermedad, Marley deseó seguir adelante con las actuaciones programadas y no se extirpó el cáncer ni se puso en tratamiento.

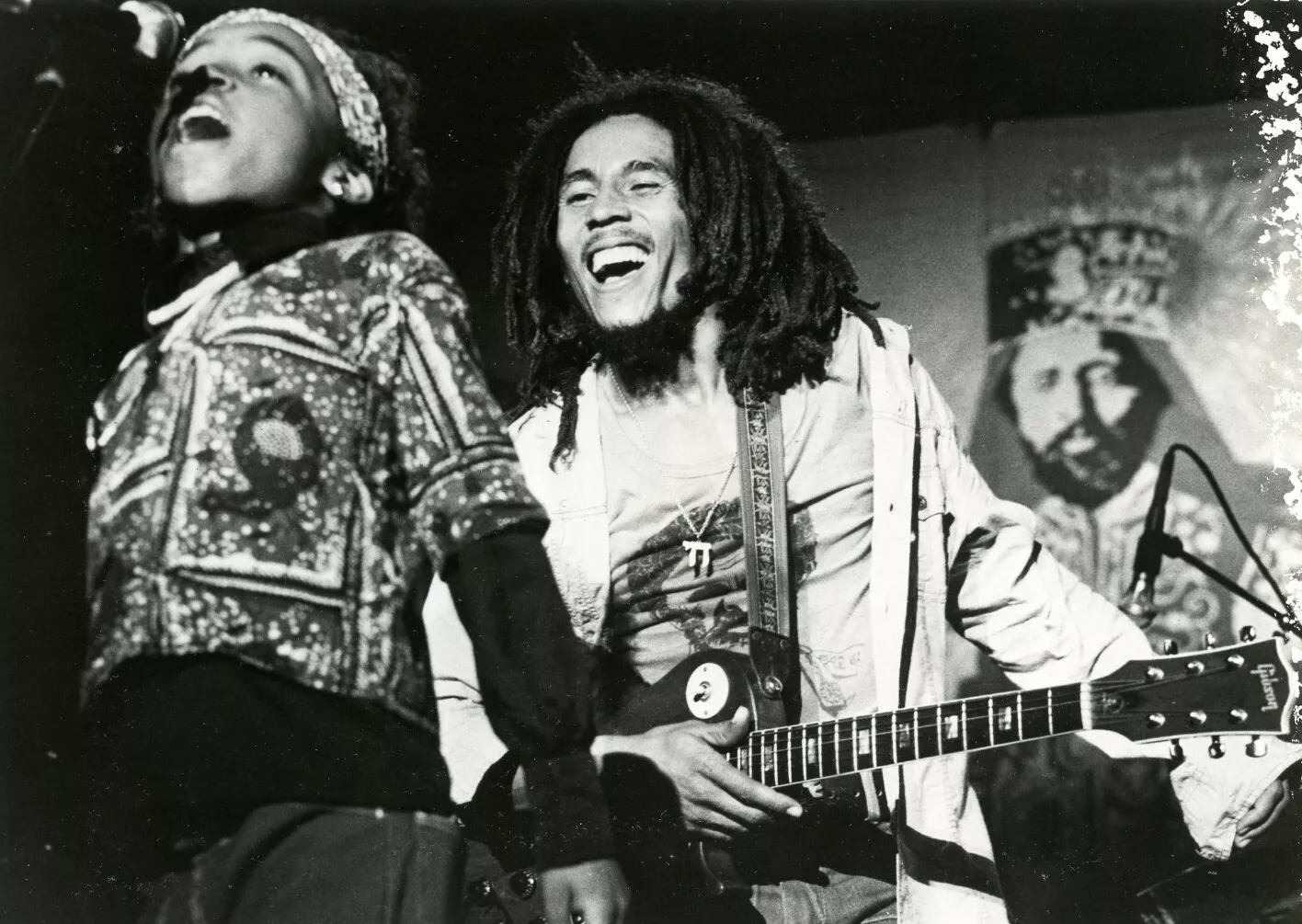
Bob Marley un año después de ser diagnosticado con Cáncer

Participó de forma activa en la preparación de una gira mundial que tendría lugar en 1980. La intención era que el grupo Inner Circle actuara como telonero en toda la gira, pero después de que su vocalista principal, Jacob Miller, muriera en Jamaica a causa de un accidente de tránsito en marzo de 1980, esa idea fue abandonada.
El álbum Uprising, producido por la compañía discográfica Island Records, fue lanzado en mayo de 1980. Con su «Redemption Song», Bob Marley parecía estar aceptando su condición mortal. La banda concluyó una importante gira por Europa, dentro de la cual dieron su concierto más multitudinario, en Milán, al que acudieron unos cien mil espectadores. Tras la gira, Marley regresó a los Estados Unidos, en donde ofreció dos conciertos en el Madison Square Garden como parte del Uprising Tour. Poco después de eso su salud empeoró considerablemente. El cáncer se le había extendido por todo el cuerpo. El resto de la gira fue cancelada y Marley ingresó en la clínica bávara de Josef Issels, en Alemania, y comenzó un controvertido tratamiento a base de evitar ciertos alimentos, bebidas y otras sustancias.

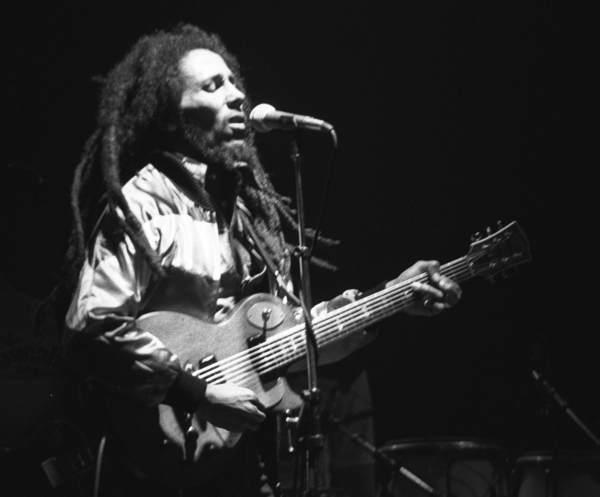
Bob Marley en concierto en Zúrich, Suiza, el 30 de mayo de 1980 en el Hallenstadium.

En abril de 1981, le fue otorgada la Orden del Mérito de Jamaica, la tercera mayor honra de la nación, en reconocimiento a su inestimable contribución a la cultura del país. Bob Marley no pudo estar presente.
Después de ocho meses luchando sin éxito contra el cáncer, Bob Marley tomó un avión de regreso a Jamaica. Durante el vuelo desde Alemania, sus funciones vitales comenzaron a fallar. Cuando el avión aterrizó, tuvo que ser trasladado de urgencia al hospital pues necesitaba atención médica inmediata. Murió en el Cedars of Lebanon Hospital, ahora Hospital Universitario de Miami, en la mañana del 11 de mayo de 1981, a la edad de 36 años. La expansión del cáncer que comenzó como un melanoma en su piel y la metástasis producida en sus pulmones y cerebro fueron la causa de su temprana muerte. Las últimas palabras fueron a su hijo Ziggy Marley, a quien le dijo "El dinero no puede comprar la vida".
Bob Marley recibió un funeral de estado el 21 de mayo de 1981 que combinaba elementos de la Iglesia ortodoxa etíope con los de la tradición rastafari. Fue enterrado con su guitarra Gibson Les Paul roja (algunos dicen que en realidad se trataba de una Fender Stratocaster) en una capilla próxima al lugar en donde nació.
El primer ministro de Jamaica, Edward Seaga, fue el encargado de pronunciar el panegírico del funeral. Dijo:
«Su voz fue un grito omnipresente en nuestro mundo electrónico. Sus rasgos afilados, su aspecto majestuoso y su forma de moverse se han grabado intensamente en el paisaje de nuestra mente. Bob Marley nunca fue visto. Fue una experiencia que dejó una huella indeleble en cada encuentro. Un hombre así no se puede borrar de la mente. Él es parte de la conciencia colectiva de la nación.»

## Vida personal
En 2005, Rita Anderson, viuda de Marley, escribió una biografía en la que criticó duramente al que fue su esposo titulada No Woman, No Cry. Según Rita, la pareja vivía en una choza y Marley solo tenía un par de calzones, que ella lavaba cada noche. También afirma que la estrella del reggae se marchó a una mansión en Kingston, donde vivía con varias amantes (una de ellas llegó a convertirse en Miss Mundo) e inclusive llegó a criar a algunos de los hijos que Marley tuvo con esas mujeres.

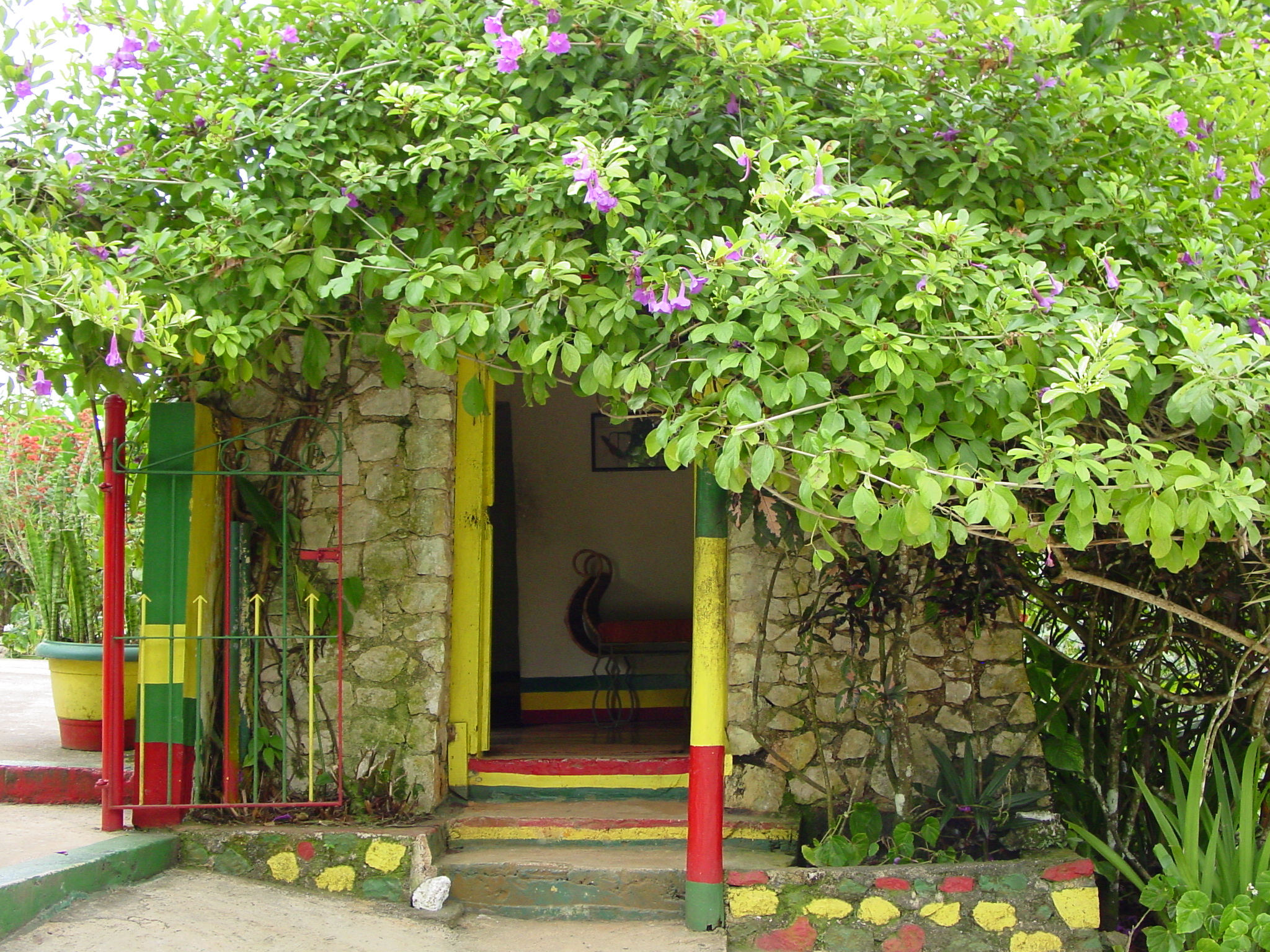
Casa de Bob Marley en Nine Mile, declarada monumento nacional por el gobierno de Jamaica

Y es que la lista de descendientes de Bob Marley es inmensa: En 1963 tuvo una hija llamada Imani Carole Marley con una mujer llamada Cheryl Murray, en 1967 tuvo una hija con Rita Anderson llamada Cedella Marley, en honor a la madre de él. En 1968 tuvo un hijo llamado Ziggy Marley con Rita Anderson, en 1972, tuvo un hijo llamado Robbie con Lucille Pat Williams, una de sus novias en Trench Town. En 1972 Janet Hunt, concibió a Rohan Marley actual exesposo de Lauryn Hill. Sus constantes viajes a Londres tampoco fueron fieles, ya que en 1973 nació Karen Marley, hija de una inglesa de origen jamaiquino llamada Janet Bowen. Incluso, una mujer originaria de Barbados radicada en Londres, llamada Lucy Pounder, tuvo con Bob Marley a Julian Marley en 1975.
Otra de sus novias, la campeona caribeña de tenis de mesa Anita Bellnavis, se convirtió en la madre de Kymani Marley en 1976. Cindy Breakspeare, que fue la ganadora del certamen Miss Mundo, dio a luz a Damian Marley en 1978. Finalmente, su última hija legalmente reconocida nació dos semanas después de su fallecimiento en 1981: Makeda Marley, hija de la afroestadounidense Yvette Anderson, también conocida como Yvette Morris o Yvette Morris-Anderson, y actualmente como Yvette Crichton por el apellido de su esposo. Otra de las novias era la actriz Esther Anderson, quien ya había tenido romances con Marlon Brando y Chris Blackwell. Por tal razón muchos rastafaris le consideran "El rey del reggae", mas no precisamente un modelo a seguir por haber faltado a la livity (modo de vida) del emperador Haile Selassie I.
Todas estas afirmaciones no sentaron nada bien al gobierno jamaicano, más aún cuando se enteraron de que Rita Anderson anunció que pretendía exhumar los restos de su marido para enterrarlos en Shashemene, Etiopía, donde el emperador Haile Selassie cedió unas tierras a un grupo de rastafaris jamaicanos que residen en esa localidad. La relación entre el gobierno jamaicano y Anderson era crítica, ya que consideran a Marley un ídolo y una fuerte atracción turística para los extranjeros. No hay que olvidar que la casa-museo de Bob Marley es el principal reclamo de los extranjeros que llegan durante todo el año a la isla caribeña. Lejos de apaciguar los ánimos, Anderson recordó al gobierno de su país que, en Jamaica, Marley fue disparado en su casa y sufrió el exilio. «Bob hubiera preferido reposar en el continente africano más que en una isla donde sus antecesores fueron llevados como esclavos», llegó a decir la viuda de Marley.
Bob Marley tuvo cuatro hijos con su esposa Rita, adoptó uno de ella y siete con otras mujeres:
- 1. Imani Carole Marley (22 de mayo de 1963), con Cheryl Murray.
- 2. Sharon Marley (23 de noviembre de 1964), hija de Rita Anderson antes de casarse con Bob Marley; adoptada por él.
- 3. Cedella Marley (23 de agosto de 1967), con Rita Anderson.
- 4. David "Ziggy" Marley (17 de octubre de 1968), con Rita Anderson.
- 5. Stephen Marley (20 de abril de 1972), con Rita Anderson.
- 6. Robert "Robbie" Marley (16 de mayo de 1972), con Lucille Pat Williams, una de sus novias en Trench Town.
- 7. Rohan Marley (19 de mayo de 1972), con Janet Hunt.[24]
- 8. Karen Marley (1973), con Janet Bowen, ciudadana inglesa de origen jamaiquino.
- 9. Stephanie Marley (17 de agosto de 1974), hija de Rita Anderson. Es la abogada de la familia Marley en el problemático mundo de los negocios de la industria del entretenimiento y aconseja como mánager a las Fundaciones Bob Marley y Rita Marley, al museo oficial en torno a la figura de su padre y al estudio y empresa de ropa bautizados con el nombre de Tuff Gong.[25] Según afirmaba Rita en su autobiografía así como la madre de Bob, Cedella Booker, Stephanie habría sido concebida por un futbolista jamaiquino llamado Owen "Ital Tacky" Stewart, sin embargo, el músico la reconoció como hija suya.
- 10. Julian Marley (4 de junio de 1975), con Lucy Pounder, nacida en Barbados y radicada en Londres.
- 11. Ky-Mani Marley (26 de febrero de 1976), con Anita Belnavis, campeona de tenis de mesa.
- 12. Damian Marley (21 de julio de 1978), con Cindy Breakspeare, ex Miss Mundo 1976.
- 13. Makeda Marley (30 de mayo de 1981), con Yvette Crichton. Nacida 19 días después del fallecimiento de Bob Marley.

Bob Marley era fanático del club alemán Hamburgo SV. Incluso solía estar con la camiseta mítica del club en la década de 1971. También era seguidor del Tottenham Hotspurs y FC Nantes.

## Discografía

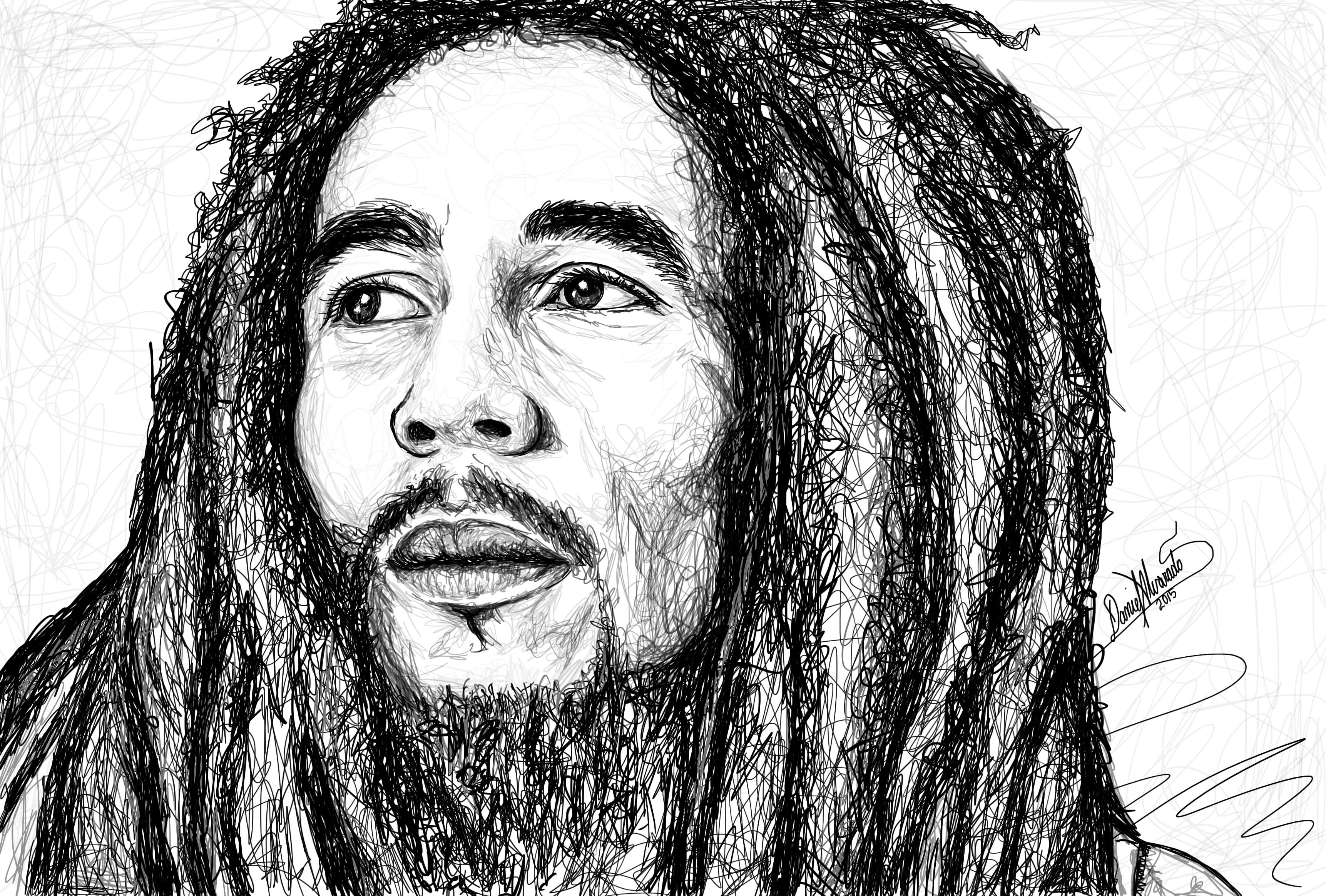
Homenaje a Bob Marley

| Álbum                   | Banda                    | Año  | Discográfica     |
| ----------------------- | ------------------------ | ---- | ---------------- |
| The Wailing Wailers     | The Wailers              | 1965 | Studio One       |
| Soul Rebels             | The Wailers              | 1970 | Upsetter/Trojan  |
| Soul Revolution         | The Wailers              | 1971 | Upsetter/Trojan  |
| The Best of The Wailers | The Wailers              | 1971 | Beverley's       |
| African Herbsman        | The Wailers              | 1973 | Upsetter/Trojan  |
| Catch a Fire            | The Wailers              | 1973 | Island/Tuff Gong |
| Burnin'                 | The Wailers              | 1973 | Island Records   |
| Rasta Revolution        | Bob Marley & The Wailers | 1974 | Island Records   |
| Natty Dread             | Bob Marley & The Wailers | 1974 | Island Records   |
| Live!                   | Bob Marley & The Wailers | 1975 | Island/Tuff Gong |
| Rastaman Vibration      | Bob Marley & The Wailers | 1976 | Island/Tuff Gong |
| Exodus                  | Bob Marley & The Wailers | 1977 | Island/Tuff Gong |
| Kaya                    | Bob Marley & The Wailers | 1978 | Island/Tuff Gong |
| Babylon by Bus          | Bob Marley & The Wailers | 1978 | Island/Tuff Gong |
| Survival                | Bob Marley & The Wailers | 1979 | Island/Tuff Gong |
| Uprising                | Bob Marley & The Wailers | 1980 | Island/Tuff Gong |
| Confrontation           | Bob Marley & The Wailers | 1983 | Island Records   |
| Legend                  | Bob Marley & The Wailers | 1984 | Island Records   |

## Película biográfica
En febrero de 2024 se estrenó en cines "Bob Marley: One Love" un biopic protagonizado por Kingsley Ben-Adir como Bob Marley y Lashana Lynch como Rita Marley.
Entre los productores se encuentran el propio Ziggy Marley y Brad Pitt.